# Raimund Hrubý
Raimund Hrubý (1. dubna 1929 – 28. listopadu 2008 Jilemnice) byl český návrhář a malíř. Při vývoji automobilu Škoda 1202 zastával pozici hlavního designéra a podílel se rovněž na návrzích podoby vozidla Škoda Forman, což byla jeho poslední práce pro tuto automobilku.

## Život
- Designer, umělecký sklář a malíř
- Vítěz malířské soutěže v autoportrétu
- Hlavní designér automobilu Škoda 1202 STW[3][4]

## Dílo
Věnoval se především olejomalbě na plátno a desky. Nejčastějšími motivy na jeho obrazech jsou panoramata Krkonoš. S velkou zálibou maloval majestátní Kotel, který je na několika dílech ztvárněn z různých míst.

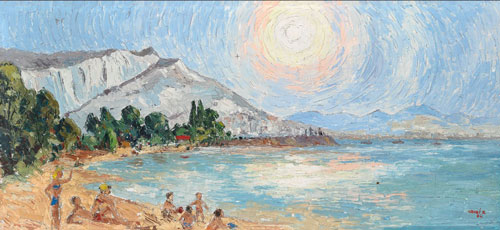
Chorvatsko 1986, Olej na desce, 32×x70,5cm
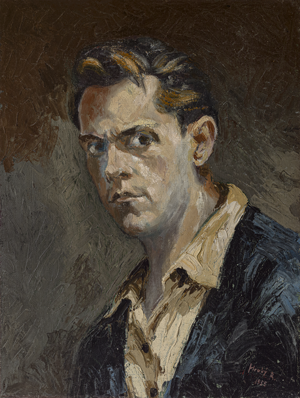
Autoportrét, 1955, Olej na desce, 40,5×30,5cm
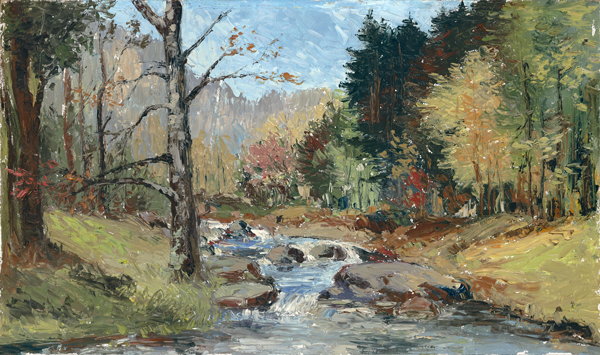
Krajina, 1986, Olej na desce, 36×61cm
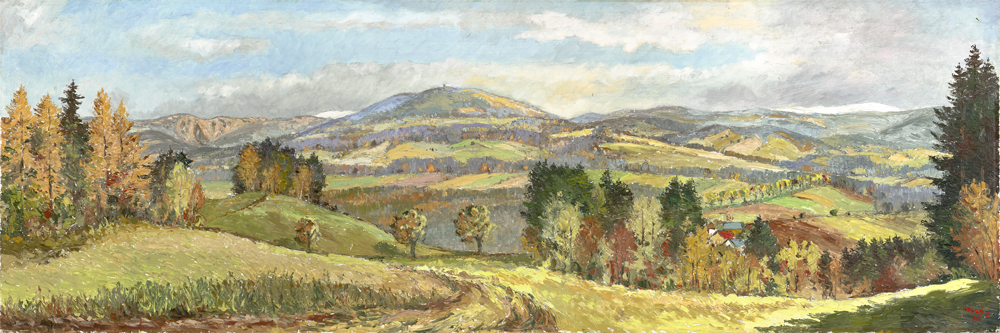
Panorama Kotle, 1986, Olej na desce, 50×150cm